# Arroyo de las Cañas, Veracruz
Arroyo de las Cañas är en ort i Mexiko.   Den ligger i kommunen Yecuatla och delstaten Veracruz, i den sydöstra delen av landet, 250 km öster om huvudstaden Mexico City. Arroyo de las Cañas ligger 309 meter över havet och antalet invånare är 198.
Terrängen runt Arroyo de las Cañas är kuperad åt nordost, men åt sydväst är den bergig. Runt Arroyo de las Cañas är det ganska tätbefolkat, med 100 invånare per kvadratkilometer. Närmaste större samhälle är Misantla, 12,8 km nordväst om Arroyo de las Cañas. I omgivningarna runt Arroyo de las Cañas växer huvudsakligen savannskog.